# Xã Francis, Quận Cleburne, Arkansas
Xã Francis (tiếng Anh: Francis Township) là một xã thuộc quận Cleburne, tiểu bang Arkansas, Hoa Kỳ. Năm 2010, dân số của xã này là 855 người.